# Brenelle
Brenelle je francouzská obec v departementu Aisne v regionu Hauts-de-France. V roce 2011 zde žilo 197 obyvatel.

## Sousední obce
Braine, Courcelles-sur-Vesle, Cys-la-Commune, Chassemy, Presles-et-Boves

## Vývoj počtu obyvatel
Počet obyvatel 